# Baba Sali

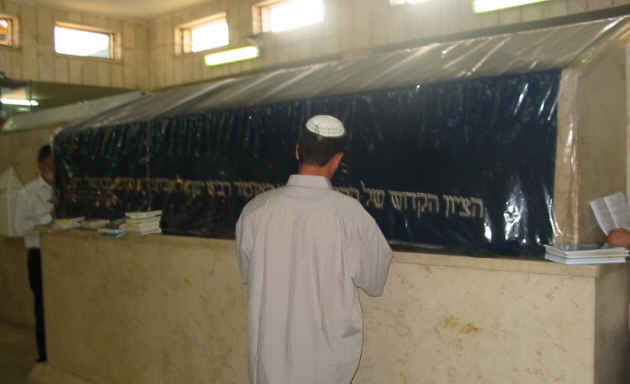
Grabstätte von Baba Sali in Netiwot

Baba Sali (hebräisch באבא סאלי, auch Rabbi Yisrael Abuhatzeira; geboren 1889 in Marokko; gestorben 1984 in Netiwot, Israel) war ein orientalischer Rabbiner und Kabbalist.
Er war ein Sepharde, bekannt auch unter dem Namen Rabbi Yisrael Abuhatzeira und eine sehr wichtige Person der marokkanisch-jüdischen Gemeinde.
Später wanderte er nach Israel aus, wo er sich in Netiwot niederließ. Seine Grabstätte wird jährlich von abertausenden Pilgern besucht.
| Personendaten    | Personendaten                                     |
| ---------------- | ------------------------------------------------- |
| NAME             | Sali, Baba                                        |
| ALTERNATIVNAMEN  | Abuhatzeira, Rabbi Yisrael; באבא סאלי (hebräisch) |
| KURZBESCHREIBUNG | orientalischer Rabbiner und Kabbalist             |
| GEBURTSDATUM     | 1889                                              |
| GEBURTSORT       | Marokko                                           |
| STERBEDATUM      | 1984                                              |
| STERBEORT        | Netiwot, Israel                                   |